# Marolles (Oise)
Pour les articles homonymes, voir Marolles.
Marolles est une commune française située dans le département de l'Oise en région Hauts-de-France.

## Géographie

### Localisation
Marolles est un gros village picard du Valois (région) dans l'Oise, limitrophe du département de l'Aisne jouxtant par le sud Villers-Cotterêts et par l'ouest La Ferté-Milon.
Il est situé à 25 km à vol d'oiseau au nord-est de Meaux et à 62 km  de Paris, 37 km à l'est de Senlis, 34 km  au sud-est de Compiègne, 29 km au sud-ouest de Soissons, 67 km à l'ouestv de Reims et 25 km au nord-ouest de Château-Thierry.
La commune se trouve dans l'aire d'attraction de Paris, dans la zone d'emploi de Soissons et dans le bassin de vie de Villers-Cotterêts.

### Communes limitrophes
Les communes limitrophes sont  Autheuil-en-Valois, Chézy-en-Orxois, La Ferté-Milon, La Villeneuve-sous-Thury, Mareuil-sur-Ourcq, Montigny-l'Allier et Villers-Cotterêts.
| Villers-Cotterêts Aisne                     | Villers-Cotterêts Aisne |                       |
| Autheuil-en-Valois La Villeneuve-sous-Thury | Marolles                | La Ferté-Milon Aisne  |
| Mareuil-sur-Ourcq                           | Montigny-l'Allier Aisne | Chézy-en-Orxois Aisne |

### Géologie et relief
La superficie de la commune est de 13,22 km2 ; son altitude varie de 62  à   151 mètres.
Louis Graves indiquait en 1851 que son « territoire, très-irrégulier, présente un développement de huit mille mètres environ du sud au nord. Contigu à la forêt de Rets, le buisson de Queue-d'Ham pénètre par un prolongement étroit en dedans du périmètre ; un autre prolongement encore plus rétréci, comprenant le moulin du Pont-de-Vaux, sépare la Queue-d'Ham des plaines de Mareuil et de La Villeneuve-sous-Thury. La section de Bourneville et de Vaux-Parfond forme une large saillie à l'est vers le département de l'Aisne ; la vallée de l'Ourcq , les vallons d'Autheuil et d'Allent concourent à l'inégalité du sol ».

### Hydrographie

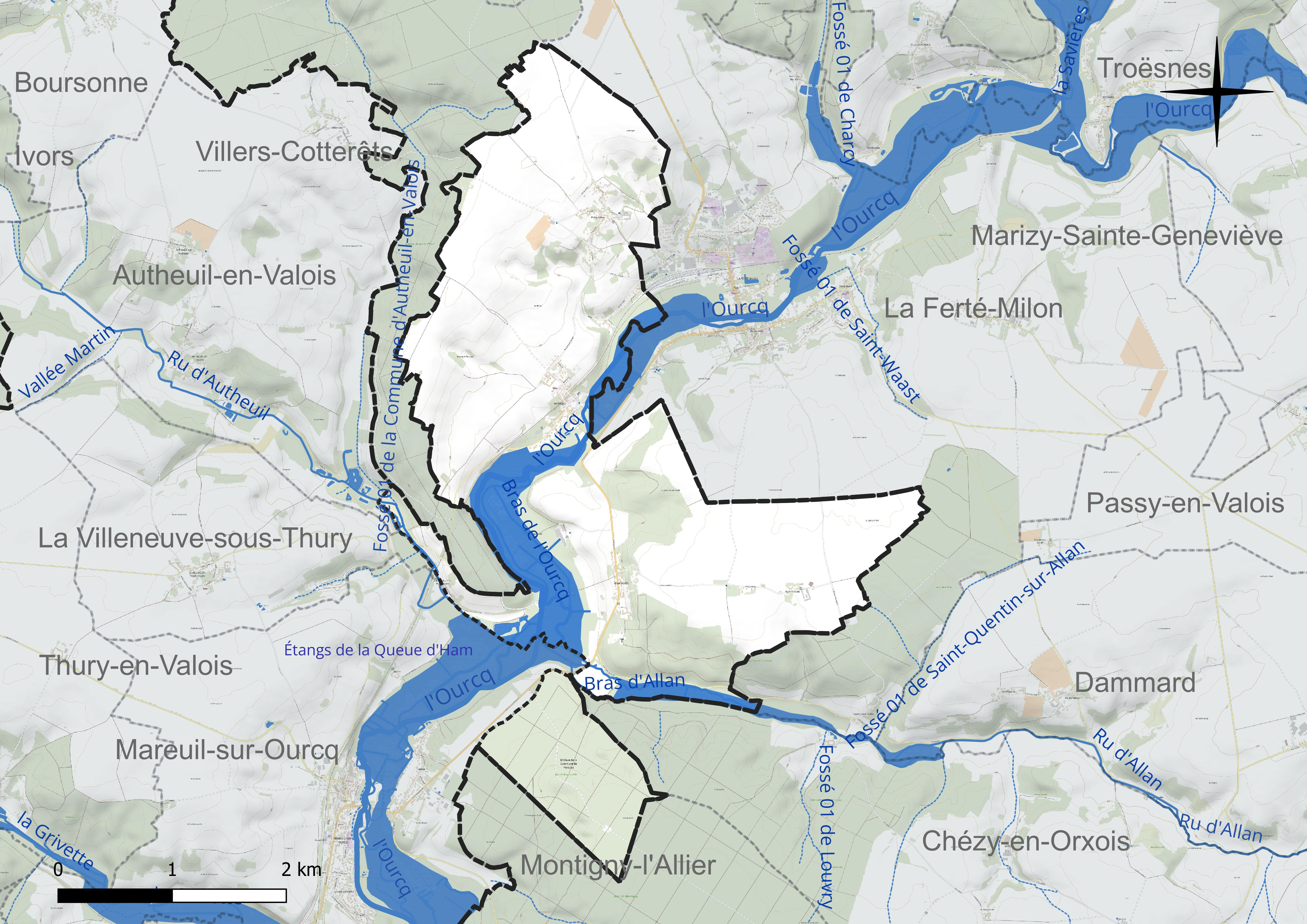
Réseau hydrographique de Marolles.

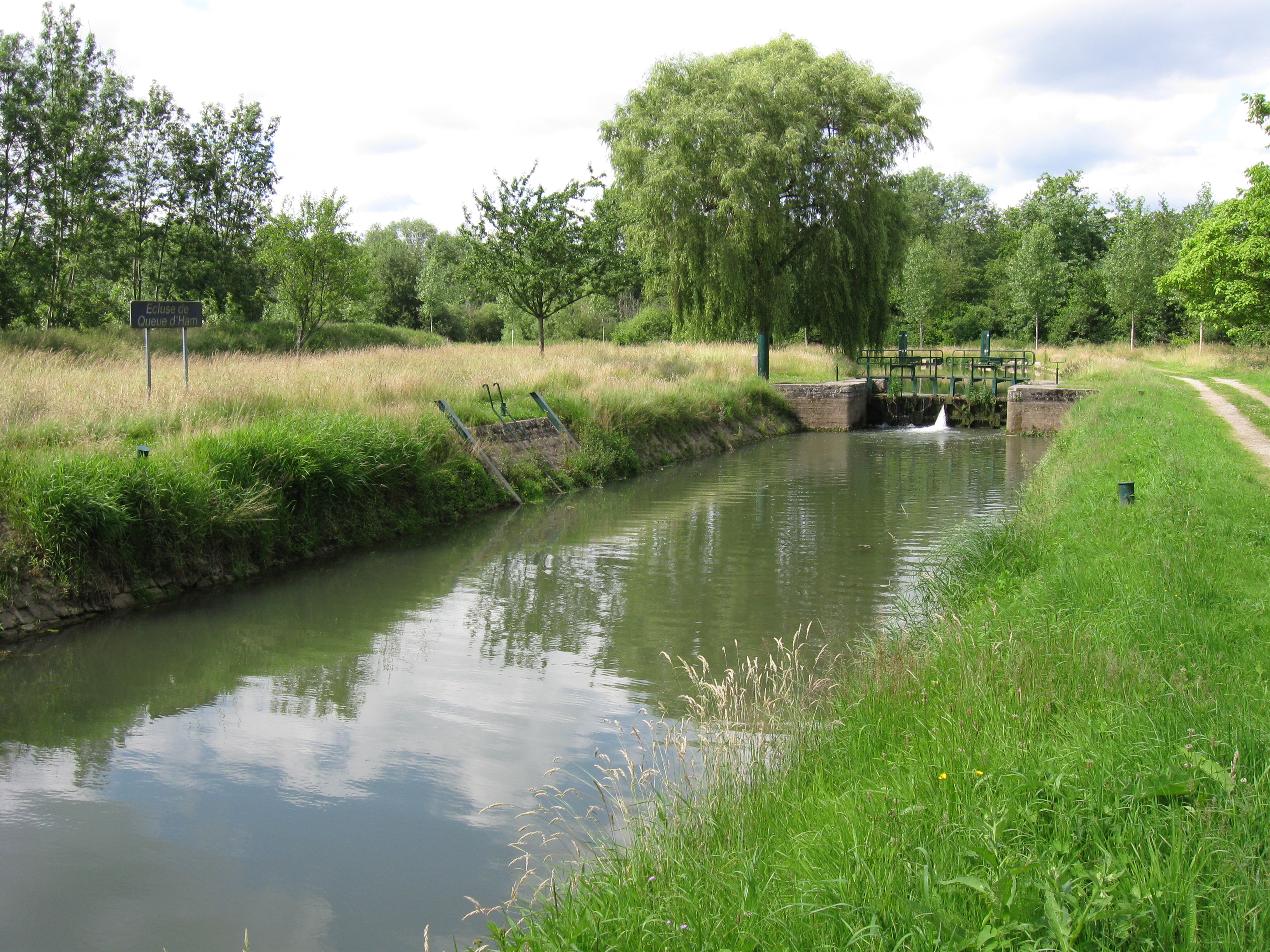
L'écluse de Queue d'Ham sur l'Ourcq.

La commune est située dans le bassin Seine-Normandie. Elle est drainée par l'Ourcq, le ru d'Allan, le fossé 01 de la commune d'Autheuil-en-Valois, le ru d'Autheuil, le Marais de Bourneville, l'Ourcq, divers bras d'Allan, divers bras de l'Ourcq et un autre petit cours d'eau,.
L'Ourcq, d'une longueur de 86 km, prend sa source dans la commune de Courmont et se jette  dans la Marne en limite de Mary-sur-Marne et de Lizy-sur-Ourcq, face à Isles-les-Meldeuses, après avoir traversé 36 communes.
Le Ru d'Allan, d'une longueur de 17 km, prend sa source dans la commune de Sommelans et se jette  dans divers bras de l'Ourcq à Mareuil-sur-Ourcq, après avoir traversé douze communes.
Deux plans d'eau complètent le réseau hydrographique : le marais de Bourneville (1 ha) et l'étang Queue d'Ham (2,1 ha),.

### Climat
Pour des articles plus généraux, voir Climat des Hauts-de-France et Climat de l'Oise.
En 2010, le climat de la commune est de type climat océanique dégradé des plaines du Centre et du Nord, selon une étude du CNRS s'appuyant sur une série de données couvrant la période 1971-2000. En 2020, Météo-France publie une typologie des climats de la France métropolitaine dans laquelle la commune est exposée à un climat océanique altéré et est dans la région climatique Nord-est du bassin Parisien, caractérisée par un ensoleillement médiocre, une pluviométrie moyenne régulièrement répartie au cours de l'année et un hiver froid (3 °C).
Pour la période 1971-2000, la température annuelle moyenne est de 10,8 °C, avec une amplitude thermique annuelle de 14,9 °C. Le cumul annuel moyen de précipitations est de 737 mm, avec 11,4 jours de précipitations en janvier et 8,3 jours en juillet. Pour la période 1991-2020, la température moyenne annuelle observée sur la station météorologique la plus proche, située sur la commune de Changis-sur-Marne à 24 km à vol d'oiseau, est de 11,9 °C et le cumul annuel moyen de précipitations est de 710,1 mm,. Pour l'avenir, les paramètres climatiques de la commune estimés pour 2050 selon différents scénarios d'émission de gaz à effet de serre sont consultables sur un site dédié publié par Météo-France en novembre 2022.

### Milieux naturels et biodiversité
Le marais de Bourneville, d´où l'on extrayait de la tourbe entre les deux guerres puis laissé à l'abandon, accueille plusieurs espèces animales et végétales rares et protégées, est protégé depuis 1998 par un arrêté de biotope.
On y trouve des  herbiers remarquables d´algues vertes, une végétation particulièrement colorée en été, des variétés de champignons rares, des espèces d´oiseaux tels que le martin pêcheur ou la musaraigne aquatique, une faune invertébrée d´une grande qualité telles que des libellules très rares en Picardie, trois espèces protégées de batraciens et reptiles, le crapaud commun, la grenouille rousse et la couleuvre à collier.

## Urbanisme

### Typologie
Au 1er janvier 2024, Marolles est catégorisée commune rurale à habitat dispersé, selon la nouvelle grille communale de densité à sept niveaux définie par l'Insee en 2022.
Elle est située hors unité urbaine. Par ailleurs la commune fait partie de l'aire d'attraction de Paris, dont elle est une commune de la couronne,.

### Occupation des sols

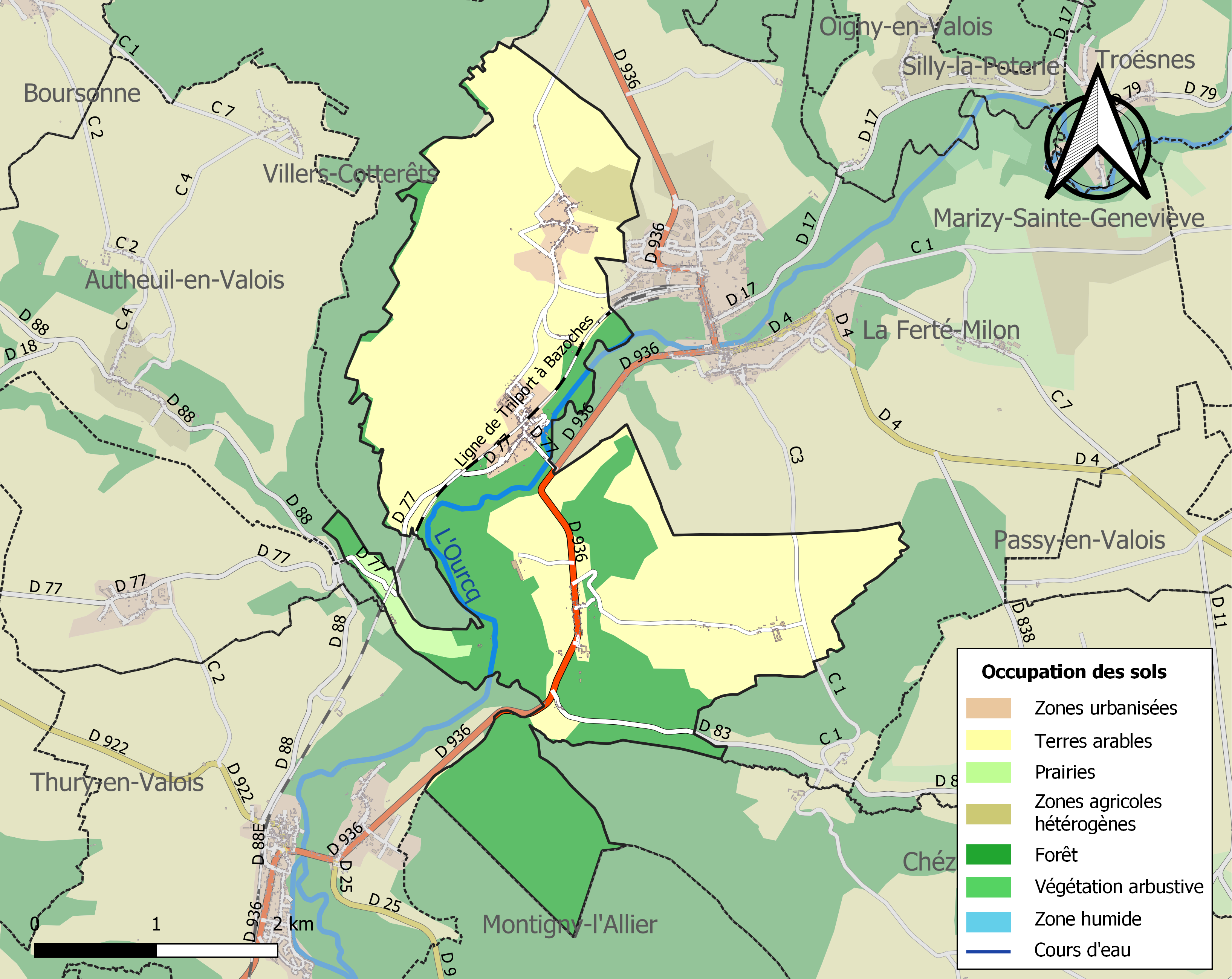
Carte des infrastructures et de l'occupation des sols de la commune en 2018 (CLC).

L'occupation des sols de la commune, telle qu'elle ressort de la base de données européenne d'occupation biophysique des sols Corine Land Cover (CLC), est marquée par l'importance des territoires agricoles (62,5 % en 2018), une proportion identique à celle de 1990 (62,5 %).
La répartition détaillée en 2018 est la suivante : terres arables (59,4 %), forêts (33,5 %), zones urbanisées (4 %), prairies (1,6 %), zones agricoles hétérogènes (1,5 %).
L'évolution de l'occupation des sols de la commune et de ses infrastructures peut être observée sur les différentes représentations cartographiques du territoire : la carte de Cassini (XVIIIe siècle), la carte d'état-major (1820-1866) et les cartes ou photos aériennes de l'IGN pour la période actuelle (1950 à aujourd'hui).

### Lieux-dits, hameaux et écarts
La commune compte un hameau, Précy à Mont

### Habitat et logement
En 2021, le nombre total de logements dans la commune était de 320, alors qu'il était de 317 en 2016 et de 311 en 2011.
Parmi ces logements, 84,5 % étaient des résidences principales, 3,7 % des résidences secondaires et 11,8 % des logements vacants. Ces logements étaient pour 96,2 % d'entre eux des maisons individuelles et pour 3,8 % des appartements.
Le tableau ci-dessous présente la typologie des logements à Marolles en 2021 en comparaison avec celle de l'Oise et de la France entière. Une caractéristique marquante du parc de logements est ainsi une proportion de résidences secondaires et logements occasionnels (3,7 %) supérieure à celle du département (2,4 %) mais inférieure à celle de la France entière (9,7 %).
| Typologie                                               | Marolles | Oise | France entière |
| ------------------------------------------------------- | -------- | ---- | -------------- |
| Résidences principales (en %)                           | 84,5     | 90,5 | 82,2           |
| Résidences secondaires et logements occasionnels (en %) | 3,7      | 2,4  | 9,7            |
| Logements vacants (en %)                                | 11,8     | 7    | 8,1            |

### Voies de communication et transports
Marolles est aisément accessible depuis l'ancienne route nationale 36 (actuelle RD 936).
La ligne de Trilport à Bazoches traverse la commune, mais la station de chemin de fer la plus proche est la gare de La Ferté-Milon, desservie par les trains de la ligne P du Transilien du réseau Transilien Paris-Est à raison d'un train par heure en moyenne.
La commune est desservie, en 2023, par les lignes 6431 et 6495 du réseau interurbain de l'Oise.

## Toponymie
Maroliae, Marogilum, Merroles (1241), Marolles.
Du latin materia (bois de construction), suivi du suffixe latin, de présence ola, « endroit où il y a du bois de construction ».

## Histoire

### Moyen Âge
Selon Louis Graves, « ce vaste territoire, était divisé en plusieurs seigneuries ou domaines principaux. Bourneville était séparé de Marolle. Les chartreux de Bourgfontaine avaient une partie de la justice au chef-lieu et la totalité au hameau de Préciamont. Les dîmes étaient partagées entre curé, le séminaire diocésain, l'Hôtel-Dieu de Soissons et le commandeur de Moisy [...] . 
Le voisinagé du château fort  de La Ferté-Milon attira plusieurs fois les désastres de la guerre sur cette commune ».

### Temps modernes
Louis Graves poursuit, évoquant les Guerres de Religion (France), « Les sièges de la forteresse sous la ligue ruinèrent le pays.
Ce fut encore pis pendant les désordres de la fronde. Le château de La Ferté-Milon ayant été occupé au mois d'octobre 1652, par les troupes de Turenne, le duc de Lorraine s'établit à Marolles, distribuant son armée depuis Préciamont jusqu'à Pont-de-Vaux. Ces villages et les lieux voisins furent brûlés après avoir été pillés. Les soldats commirent d'épouvantables cruautés, inconnues des hordes sauvages les plus féroces ».
Bourneville avait le titre de marquisat.

### Révolution française et Empire
Lors de la préparation des États généraux de 1789, le curé de Marolles, M. de Warel, est élu pour le clergé à l'assemblée des trois-ordre du treize mars 1789 de Villers-Cotterets.

### Époque contemporaine
En 1851, Marolles disposait d'une école, d'un presbytère donné en 1818 par M. de Frémilly, d'une fontaine avec lavoir, d'une sablonnière et de marais. On y trouvait des carrières et quatre moulins à eau. La population était constituée en majorité d'agriculteurs et de bûcherons.

## Politique et administration

### Rattachements administratifs et électoraux

#### Rattachements administratifs
La commune se trouve dans l'arrondissement de Senlis du département de l'Oise.
Elle faisait partie depuis 1802 du canton de Betz. Dans le cadre du redécoupage cantonal de 2014 en France, cette circonscription administrative territoriale a disparu, et le canton n'est plus qu'une circonscription électorale.

#### Rattachements électoraux
Pour les élections départementales, la commune fait partie depuis 2014 du canton de Nanteuil-le-Haudouin.
Pour l'élection des députés, elle fait partie de la quatrième circonscription de l'Oise.

### Intercommunalité
Marolles est membre de la communauté de communes du Pays de Valois, un établissement public de coopération intercommunale (EPCI) à fiscalité propre créé en 1997 et auquel la commune a transféré un certain nombre de ses compétences, dans les conditions déterminées par le code général des collectivités territoriales.

### Liste des maires
| Période                                  | Période                   | Identité    | Étiquette | Qualité                                                                         |
| ---------------------------------------- | ------------------------- | ----------- | --------- | ------------------------------------------------------------------------------- |
| Les données manquantes sont à compléter. |                           |             |           |                                                                                 |
|                                          |                           |             |           |                                                                                 |
| avant 1981                               | En cours (au 13 mai 2024) | Guy Provost |           | Ancien artisan, commerçant ou chef d'entreprise Réélu pour le mandat 2020-2026, |

## Population et société

### Démographie

#### Évolution démographique
L'évolution du nombre d'habitants est connue à travers les recensements de la population effectués dans la commune depuis 1793. Pour les communes de moins de 10 000 habitants, une enquête de recensement portant sur toute la population est réalisée tous les cinq ans, les populations de référence des années intermédiaires étant quant à elles estimées par interpolation ou extrapolation. Pour la commune, le premier recensement exhaustif entrant dans le cadre du nouveau dispositif a été réalisé en 2008.

En 2022, la commune comptait 646 habitants, en évolution de −5,69 % par rapport à 2016 (Oise : +0,87 %, France hors Mayotte : +2,11 %).
| 1793 | 1800 | 1806 | 1821 | 1831 | 1836 | 1841 | 1846 | 1851 |
| ---- | ---- | ---- | ---- | ---- | ---- | ---- | ---- | ---- |
| 472  | 586  | 606  | 600  | 603  | 595  | 622  | 649  | 633  |

| 1856 | 1861 | 1866 | 1872 | 1876 | 1881 | 1886 | 1891 | 1896 |
| ---- | ---- | ---- | ---- | ---- | ---- | ---- | ---- | ---- |
| 668  | 668  | 690  | 673  | 666  | 695  | 661  | 607  | 591  |

| 1901 | 1906 | 1911 | 1921 | 1926 | 1931 | 1936 | 1946 | 1954 |
| ---- | ---- | ---- | ---- | ---- | ---- | ---- | ---- | ---- |
| 573  | 589  | 624  | 575  | 619  | 623  | 676  | 674  | 648  |

| 1962 | 1968 | 1975 | 1982 | 1990 | 1999 | 2006 | 2008 | 2013 |
| ---- | ---- | ---- | ---- | ---- | ---- | ---- | ---- | ---- |
| 541  | 561  | 515  | 509  | 612  | 621  | 657  | 667  | 673  |

| 2018 | 2022 | - | - | - | - | - | - | - |
| ---- | ---- | - | - | - | - | - | - | - |
| 675  | 646  | - | - | - | - | - | - | - |

#### Pyramide des âges
La population de la commune est relativement jeune.
En 2018, le taux de personnes d'un âge inférieur à 30 ans s'élève à 32,0 %, soit en dessous de la moyenne départementale (37,3 %). À l'inverse, le taux de personnes d'âge supérieur à 60 ans est de 23,9 % la même année, alors qu'il est de 22,8 % au niveau départemental.
En 2018, la commune comptait 353 hommes pour 322 femmes, soit un taux de 52,3 % d'hommes, largement supérieur au taux départemental (48,89 %).
Les pyramides des âges de la commune et du département s'établissent comme suit.
| Hommes | Classe d’âge | Femmes |
| ------ | ------------ | ------ |
| 0,3    | 90 ou +      | 0,9    |
| 5,9    | 75-89 ans    | 8,1    |
| 18,4   | 60-74 ans    | 14,0   |
| 21,2   | 45-59 ans    | 22,0   |
| 21,0   | 30-44 ans    | 24,2   |
| 13,9   | 15-29 ans    | 14,0   |
| 19,3   | 0-14 ans     | 16,8   |

| Hommes | Classe d’âge | Femmes |
| ------ | ------------ | ------ |
| 0,5    | 90 ou +      | 1,4    |
| 5,5    | 75-89 ans    | 7,6    |
| 15,6   | 60-74 ans    | 16,3   |
| 20,8   | 45-59 ans    | 20     |
| 19,4   | 30-44 ans    | 19,4   |
| 17,6   | 15-29 ans    | 16,2   |
| 20,6   | 0-14 ans     | 19,1   |

## Lieux et monuments

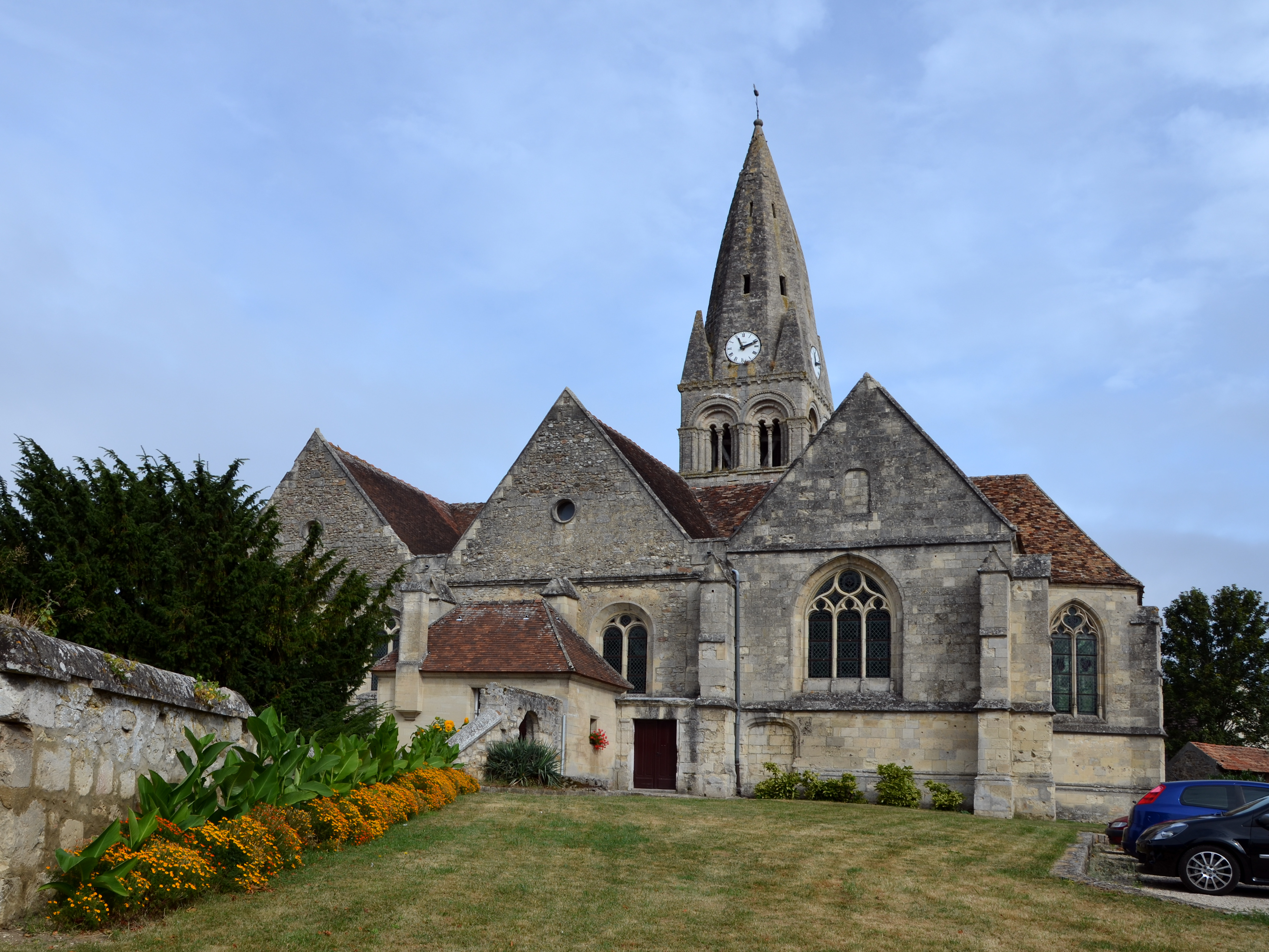
Église Sainte-Geneviève de Marolles - cloche de l'église sonnant 13 h : Fichier:Marolles - Cloche de l'église Sainte-Geneviève.ogg

Marolles compte un monument historique sur son territoire : 
- Église Sainte-Geneviève  Classée MH (1920)[32], rue de l'Église / rue du Bas-Village) :  Elle a été bâtie au cours des années 1130 par un atelier venu de Normandie. Son style roman tardif fait déjà appel à l'arc en tiers-point et au voûtement d'ogives, réservée en l'occurrence à la croisée du transept, qui constitue la partie la plus intéressante de l'église à l'intérieur. En même temps, l'absence de colonnettes à chapiteaux sur les grandes arcades de la nef basilicale, et la sculpture très stylisée et à faible relief des chapiteaux de la croisée du transept, paraissent déjà archaïques à la période de construction. Assez curieusement, la nef, d'une extrême sobriété à l'intérieur, était richement décorée à l'extérieur. En témoignent encore l'archivolte du portail occidental, et les corniches et la décoration des fenêtres latérales, aujourd'hui uniquement visibles depuis les bas-côtés. 
À l'extérieur, le principal élément qui reste des années 1130 est l'impressionnant clocher roman avec trois étages de baies et une haute flèche de pierre octogonale. Il passe pour être l'un des plus beaux du département. Sinon, les élévations extérieures sont surtout gothiques, et notamment gothiques flamboyantes, car l'église Sainte-Geneviève a été lourdement remaniée, d'abord au cours des années 1240 avec la reconstruction du croisillon nord, puis au second quart du XVIe siècle avec la construction d'un nouveau chœur, d'un nouveau croisillon sud, et d'un nouveau bas-côté sud, dont le voûtement ne fut jamais achevé. La voûte romane du carré du transept a ainsi été reprise en sous-œuvre de trois côtés. Les parties orientales de l'église Sainte-Geneviève offrent néanmoins un aspect cohérent et harmonieux[33],[34].

On peut également signaler :
- Château de Bourneville : Construit par l'architecte Jean-Sylvain Cartaud et gravé dans L'Architecture française de Jean Mariette (1727). Ce château a appartenu au XVIIIe siècle à Eugène-Claude Préaudeau de Chemilly puis, au XIXe siècle au baron  François-Auguste Fauveau de Frénilly, puis à Henri Lutteroth, beau-père de l'homme politique William Henry Waddington.

Restitutions du château de Bourneville au XVIIIe siècle
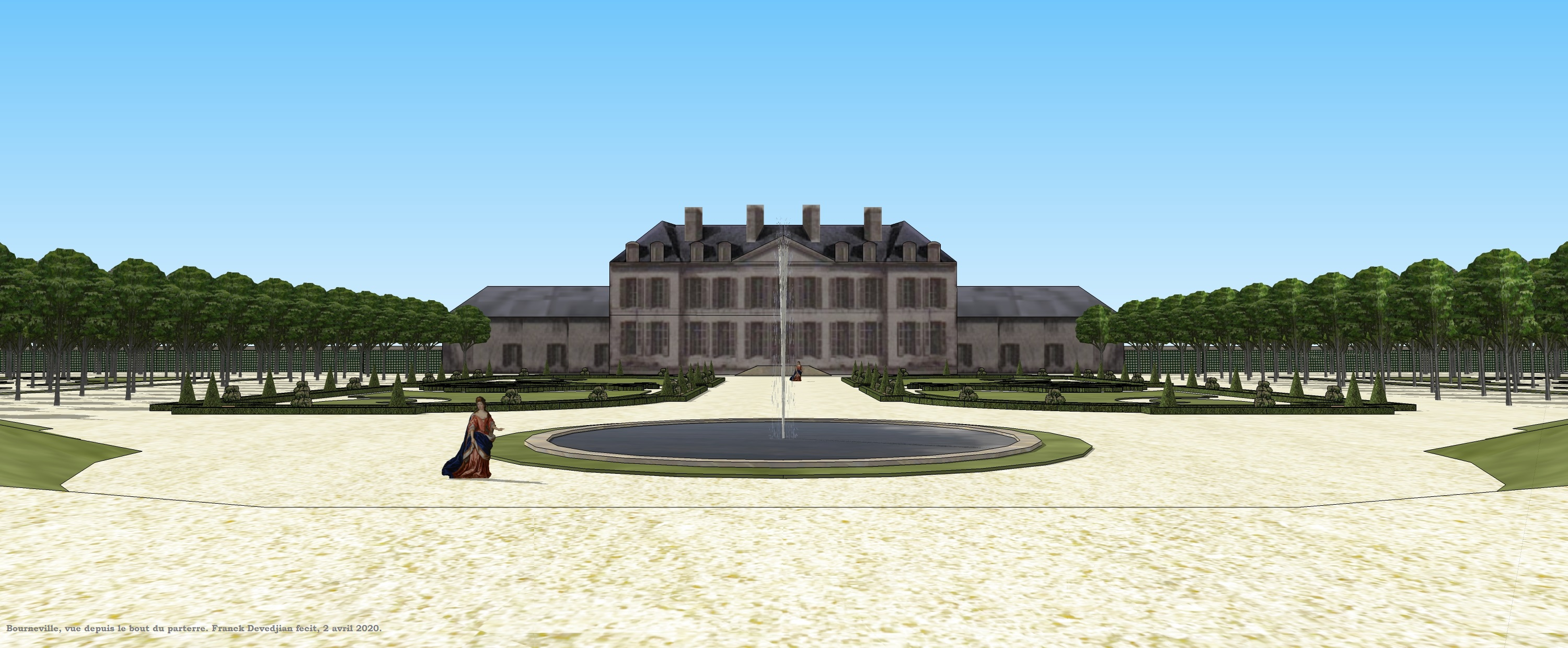
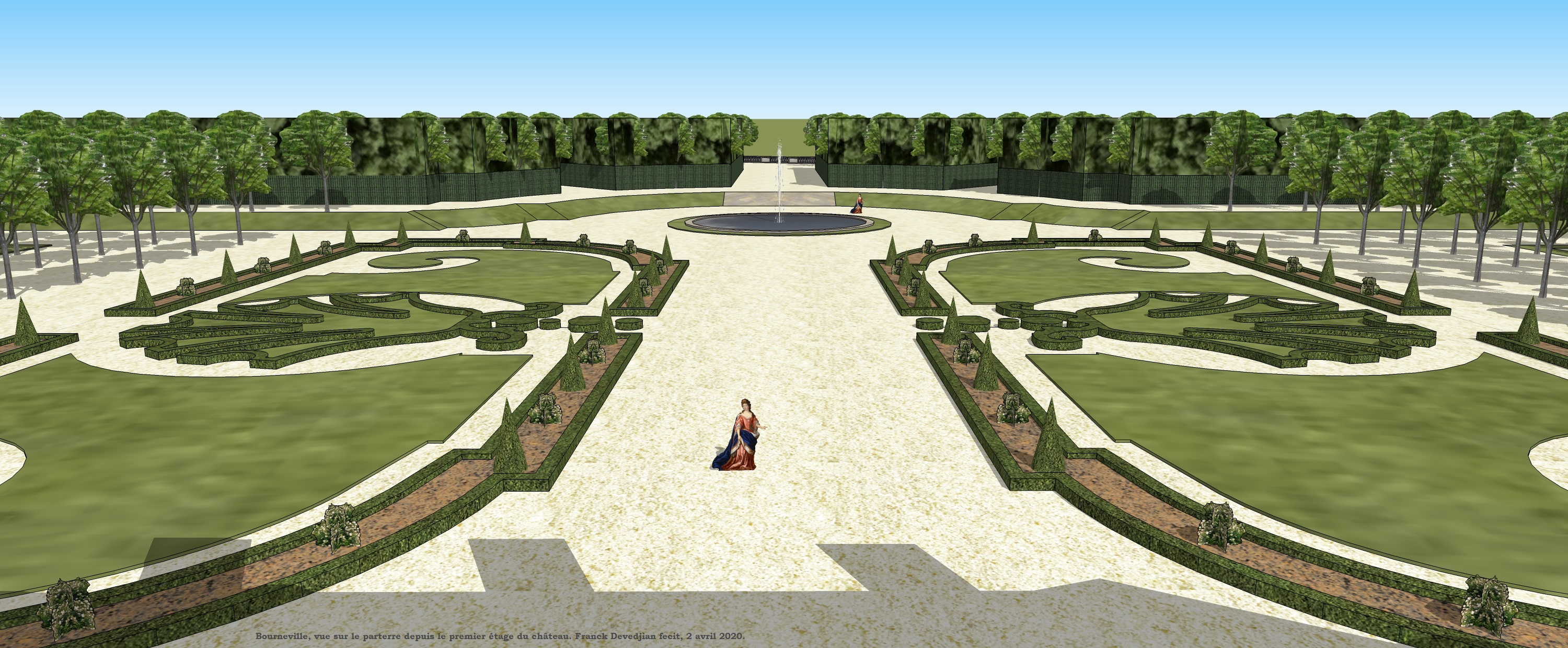
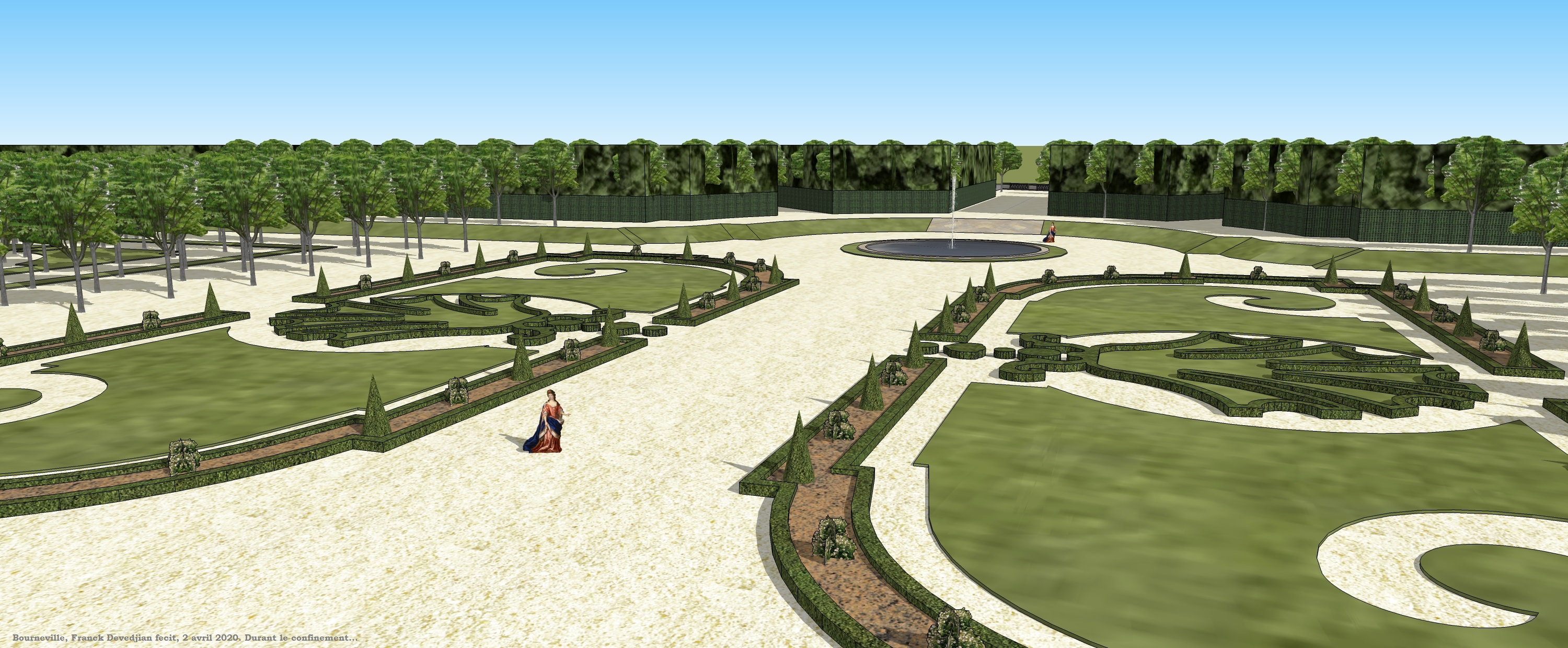

- Chapelle du Clos du Réveil, au hameau de Préciamont : XIIIe siècle. Elle avait été construite comme dépendance d'une exploitation agricole dépendant de la chartreuse de Bourgfontaine. 
Bâtie en pierres de taille sur un plan rectangulaire, elle est constituée de quatre travées maintenues par des contreforts à ressauts. Le petit portail en façade est orné d'une archivolte soulignée par une moulure torique surplombé d'un oculus[35].

- Phallus de Préciamont, au hameau du même nom : Il ne s'agit pas d'un menhir. La pierre, longue aiguille de grès de 3,50 m, a été trouvée par un ouvrier en 1866 à l'entrée du hameau. Elle a été dressée au milieu de celui-ci[36].

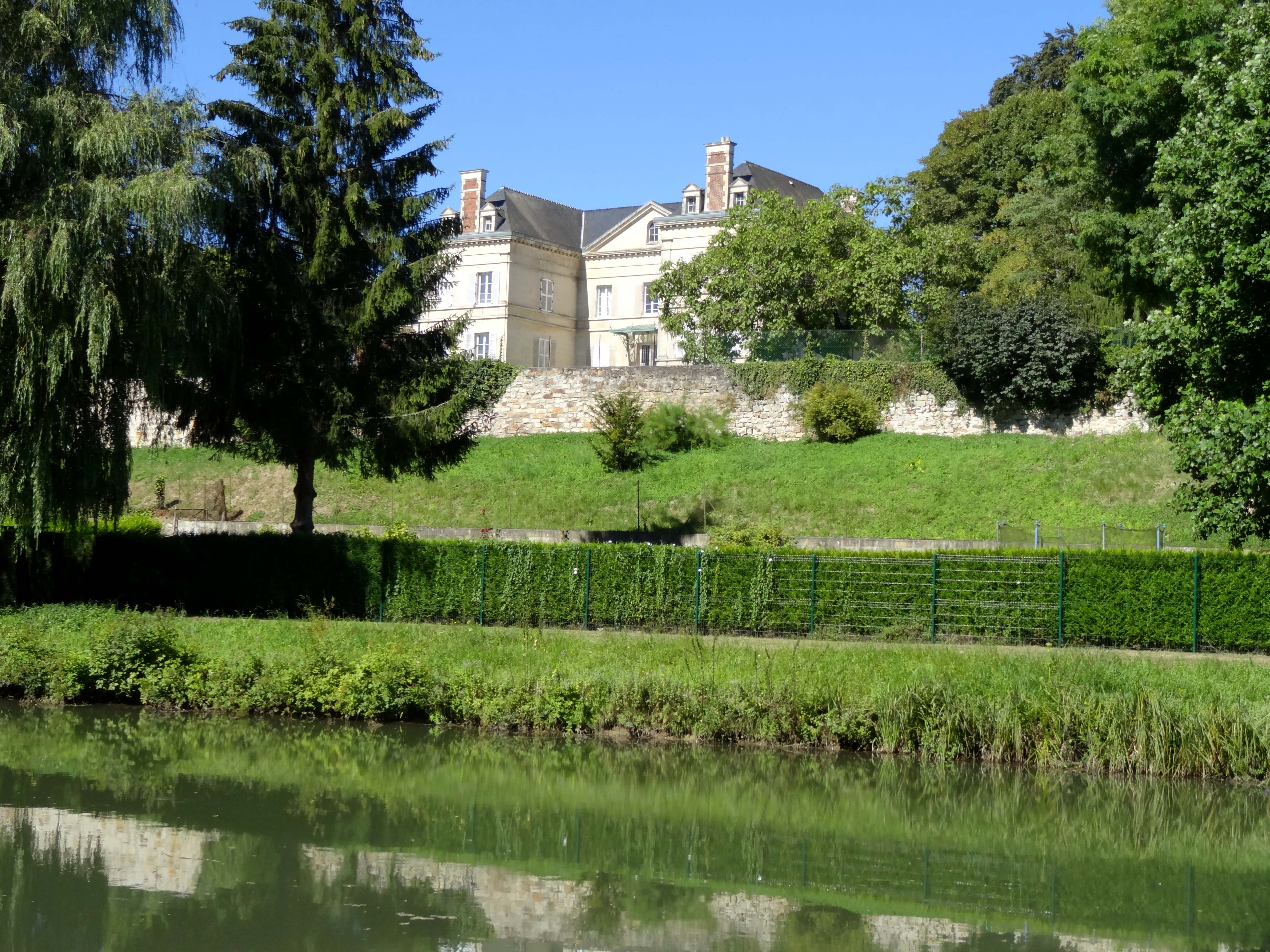
Le château de Bourneville vu depuis l'Ourcq.
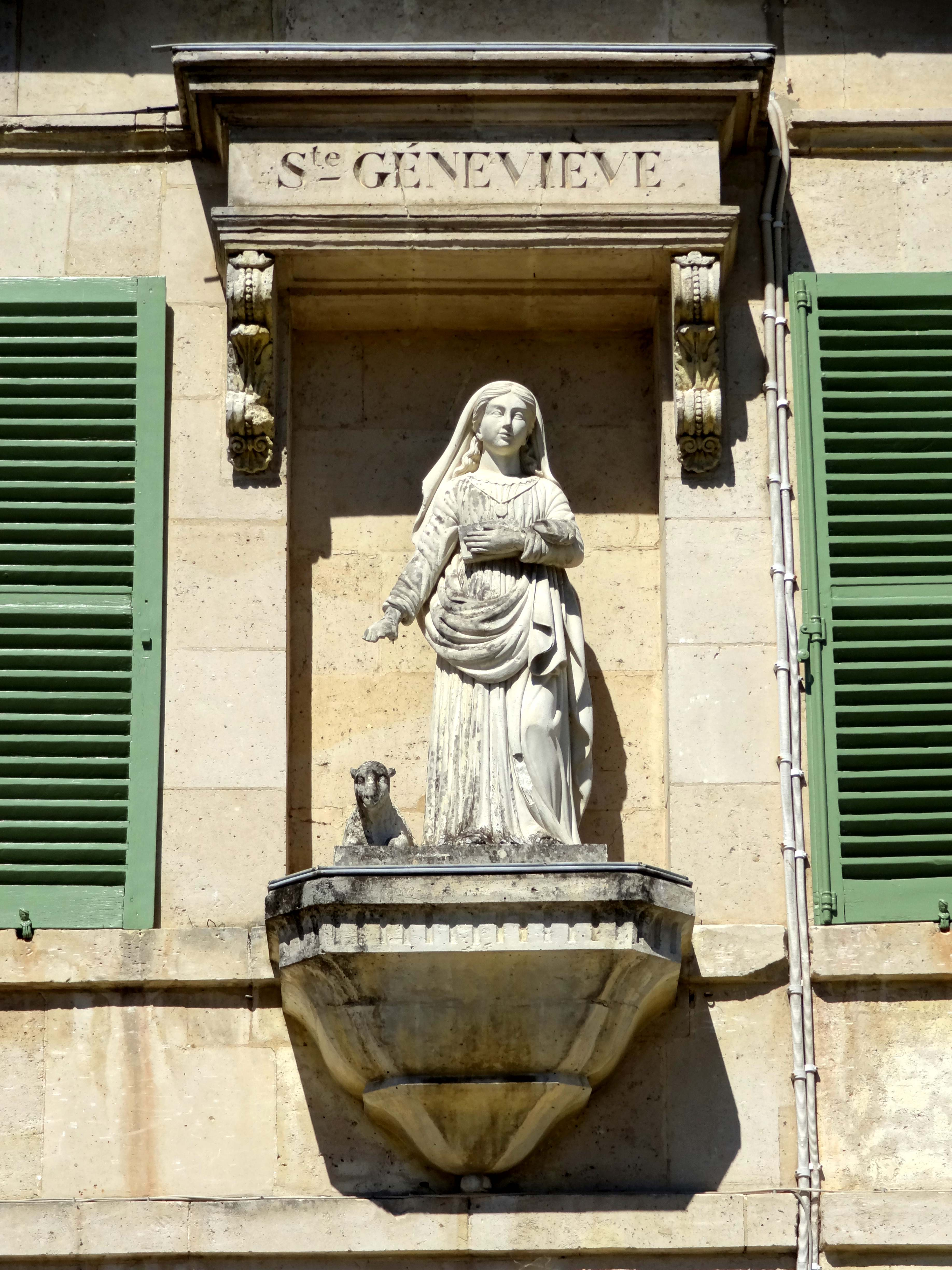
Statue de Sainte-Geneviève, sur la façade de la mairie.
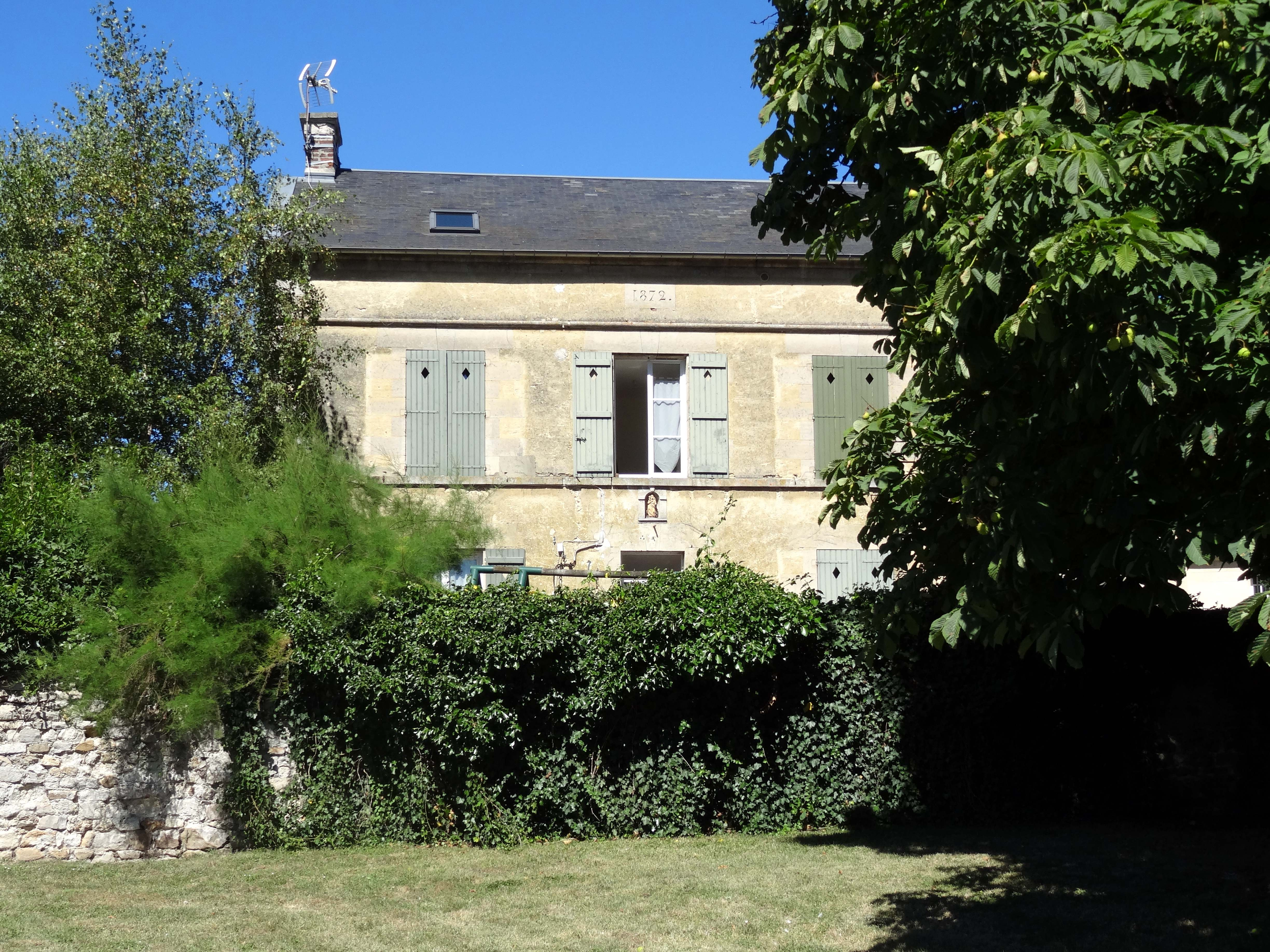
L'ancienj presbytère.
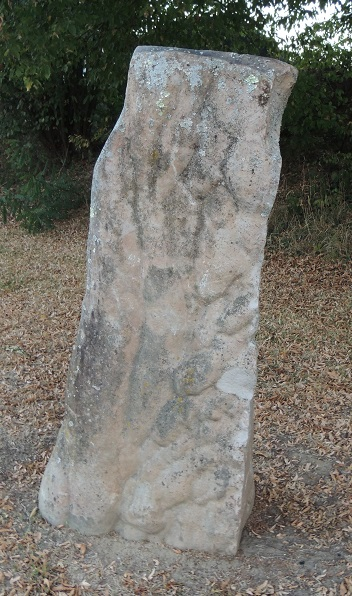
Le Phallus de Préciamont.
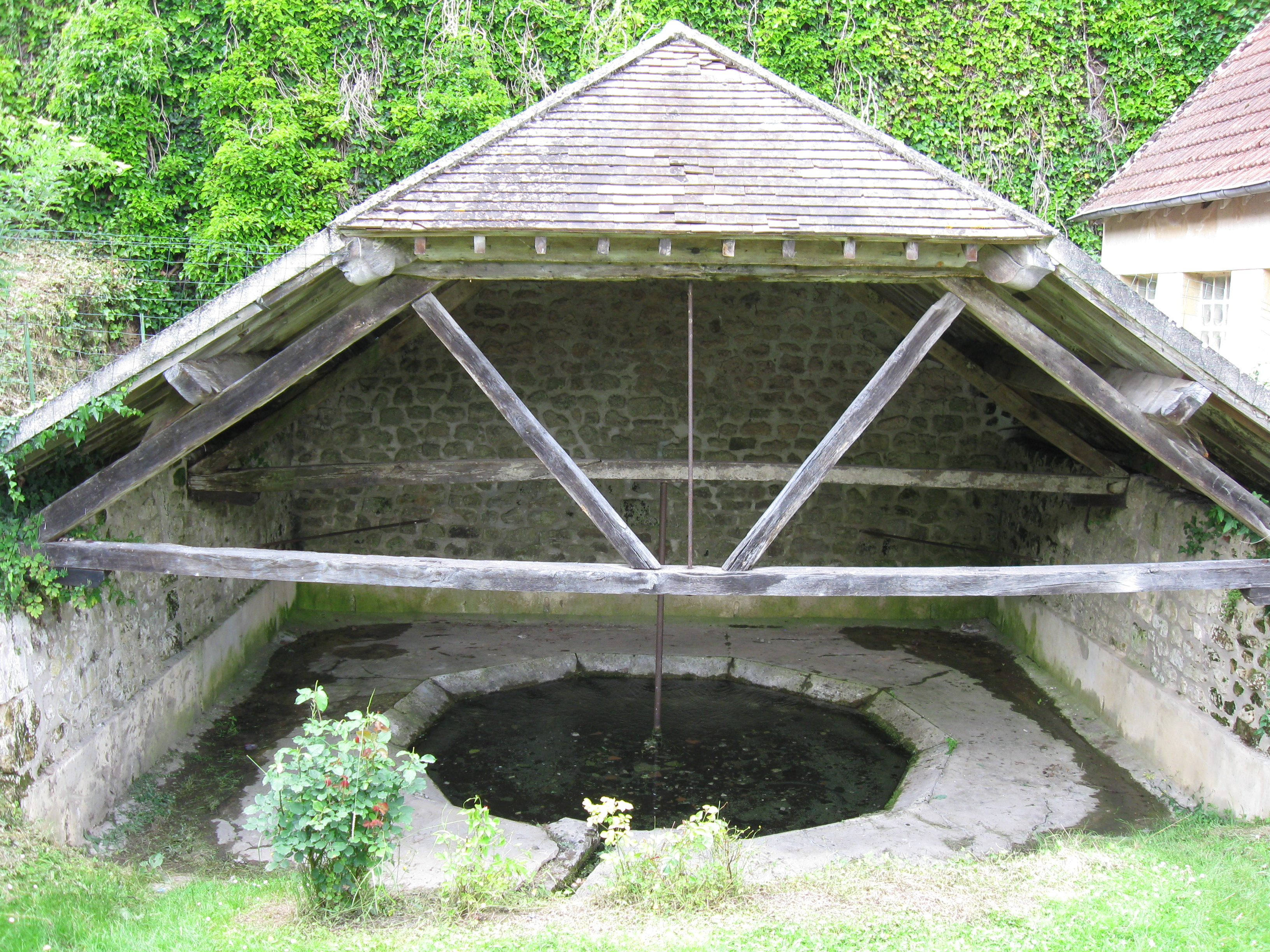
Le lavoir.
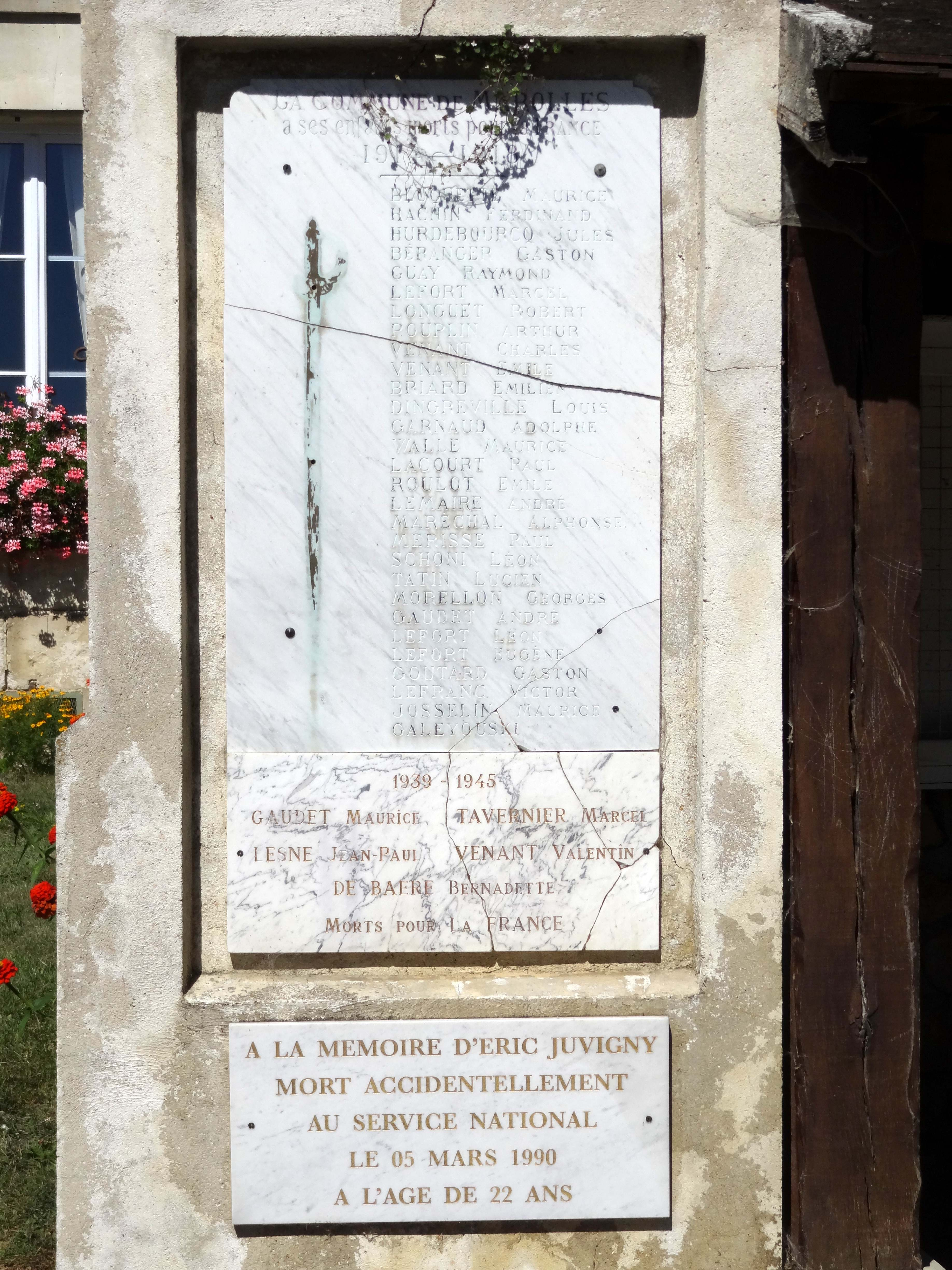
Le monument aux morts.

## Personnalités liées à la commune
- François-Auguste Fauveau de Frénilly (1768-1848). poète, mémorialiste et pair de France, propriétaire du château.
- Henri Lutteroth (1802-1889), journaliste et évangélique français d'origine allemande, également propriétaire du château.

## Pour approfondir